# Обаль, Пётр Павлович
Пётр Павлович Оба́ль (укр. Петро Павлович Обаль; 19 апреля 1900, с. Ободовка — 26 мая 1987, Стрый) — украинский советский живописец, график и гравёр.

## Биография
Начальное художественное образование получил у известного галицкого скульптора Андрея Коверка. Благодаря ему, летом 1921 года вступил в Краковскую академиию изящных искусств. В Академии Пётр Обаль учился в классах профессоров Владислава Яроцкого и Теодора Аксентовича, которые преподавали живопись и графику. Особенно вдохновила на творческий труд Петра Обаля графика выдающегося польского художника мастера ксилографии В. Скочиляса. Ксилография стала любимой графической техникой художника, которая принесла ему заслуженное признание.
После окончания Академии в 1926 году сразу по двум специальностям — художника и педагога, до 1956 г. преподавал рисование в средних учебных заведениях Польши, а затем УССР.
В конце 1930-х годов художник сотрудничал с украинскими журналами — оформлял для них обложки, рекламные плакаты и открытки. В 1939 г. с семьёй переселился на Лемковщину. С 1939 г. жил в Кракове.
В 1940 году в польском г. Санок П. Обаль вместе с художником Л. Гецом организовали большую выставку живописи и графики.
В конце 1941 года он был назначен преподавателем украинской гимназии, которая открылась в г. Стрые, а впоследствии — в Стрыйском педагогическом училище. С 1942 года жил в г. Стрый.
В 1945 году П. Обаль вступил в Союз художников СССР.
В 1950 г. был репрессирован и выслан в восточную Россию. В 1956 году П. Обаль смог вернуться на родину. Реабилитирован.

## Творчество
П. Обаль — известный художник двухмерного пространства.
Автор более 500 произведений живописи, графики, прикладного искусства, экслибриса и др.

## Избранные работы
Живописные произведения:
- «Автопортрет» (1926),
- «Молодой рыбак» (1930),
- «Девушка» (1930-е),
- «Золотое Подолье» (1931),
- «Портрет жены» (1932),
- «Женский профиль» (1936),
- аллегорические картины: «День и ночь» (1927), «Аллегория» (триптих 1928), "Четыре поры год"а (1933),
- «Лемковские нивы» (1939),
- «Дымы» (1939),
- «Жертвы войны» (1945),
- «Карпатские ивы» (1958);

Графические работы:
- «На базар» (1926),
- «Безработные» (1933),
- «Каменщик» (1935),
- «Знакомство с Карпатами» (1964),
- «Апрель» (1966).

Серия гравюр с портретами известных украинских писателей — Л. Украинки, И. Франко, Т. Шевченко, И. Котляревского, Г. Квитки-Основьяненко, В. Стефаника, П. Тычины, М. Коцюбинского и др.
Участник многих художественных выставок.
Сейчас картины П. Обаля сохраняются во Львовской галерее искусств, кабинете искусства Львовской научной библиотеки им. В. Стефаника НАН Украины и в квартире-музее П. Обаля в Стрые.
В Национальном музее им. А. Шептицкого во Львове (в фондах графики и современной живописи) представлена коллекция, которая насчитывает 8 живописных и 60 графических работ мастера. Многие произведения Обаля находятся в частных коллекциях Украины, Польши, США и др.